# Minamoto no Shitagō

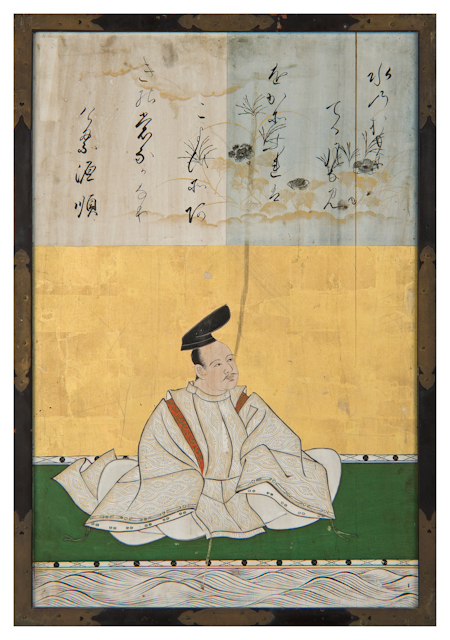
Minamoto no Shitagō, Gemälde von Kanō Yasunobu, 1648

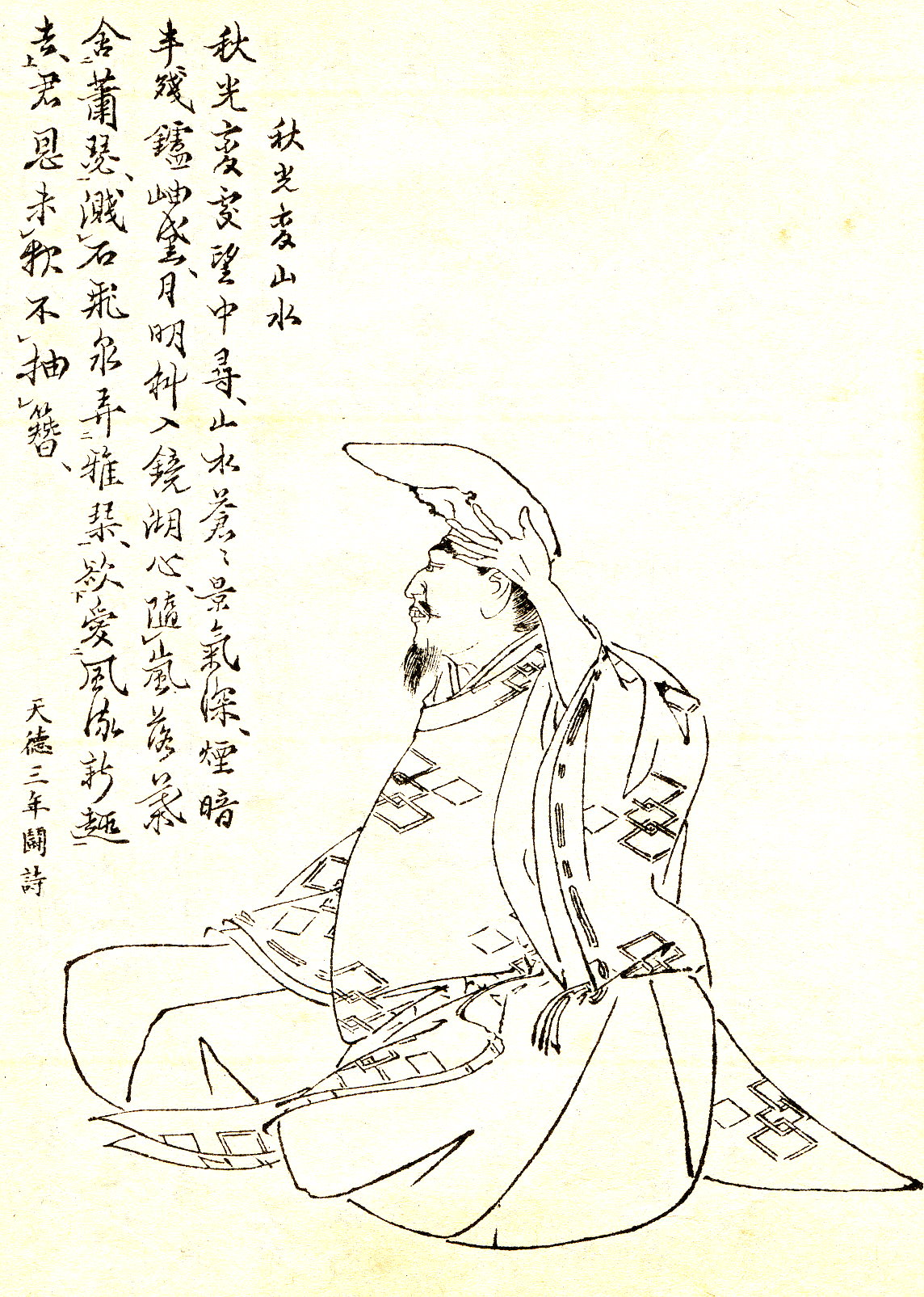
Minamoto no Shitagō, Zeichnung von Kikuchi Yōsai

Minamoto no Shitagō (japanisch 源 順; * 911; † 983) war ein japanischer Waka-Dichter, Gelehrter und Adliger der frühen Heian-Zeit. Er war der Kompilator des Wamyō Ruijushō, des ersten, noch heute erhaltenen Wörterbuchs der japanischen Sprache, das nach semantischen Schlagworten organisiert war. Für sein hervorragendes poetisches Können zählt er zu den 36 Unsterblichen der Dichtkunst.
Seine hinterlassenen Gedichte sind in der „Sammlung Minamoto no Shitagō“ (源順集, Minamoto no Shitagō Shū) veröffentlicht. Darunter befindet sich etwa auch das Ametsuchi no Uta. Einige Wissenschaftler schreiben ihm die Urheberschaft des Taketori Monogatari und des Utsubo Monogatari zu.
Als einer der „Fünf Mitglieder der Birnenkammer“ (Nashitsubo no gonin) assistierte er bei der Zusammenstellung des Gosen Wakashū und von Schriften in Kun-Lesung für das Man’yōshū.